# Singomerto
Singomerto is een bestuurslaag in het regentschap Banjarnegara van de provincie Midden-Java, Indonesië. Singomerto telt 2207 inwoners (volkstelling 2010).